# Đài thiên văn Perth
Đài thiên văn Perth là tên của hai đài thiên văn nằm ở Tây Úc. Năm 1896, đài thiên văn ban đầu được thành lập ở West Perth trên Núi Eliza nhìn ra thành phố Perth (mã số 319). Do sự mở rộng của thành phố, đài quan sát đã chuyển đến Bickley vào năm 1965. Đài thiên văn Perth mới đôi khi được gọi là Đài thiên văn Bickley (mã đài thiên văn 322, 323).

## Lịch sử

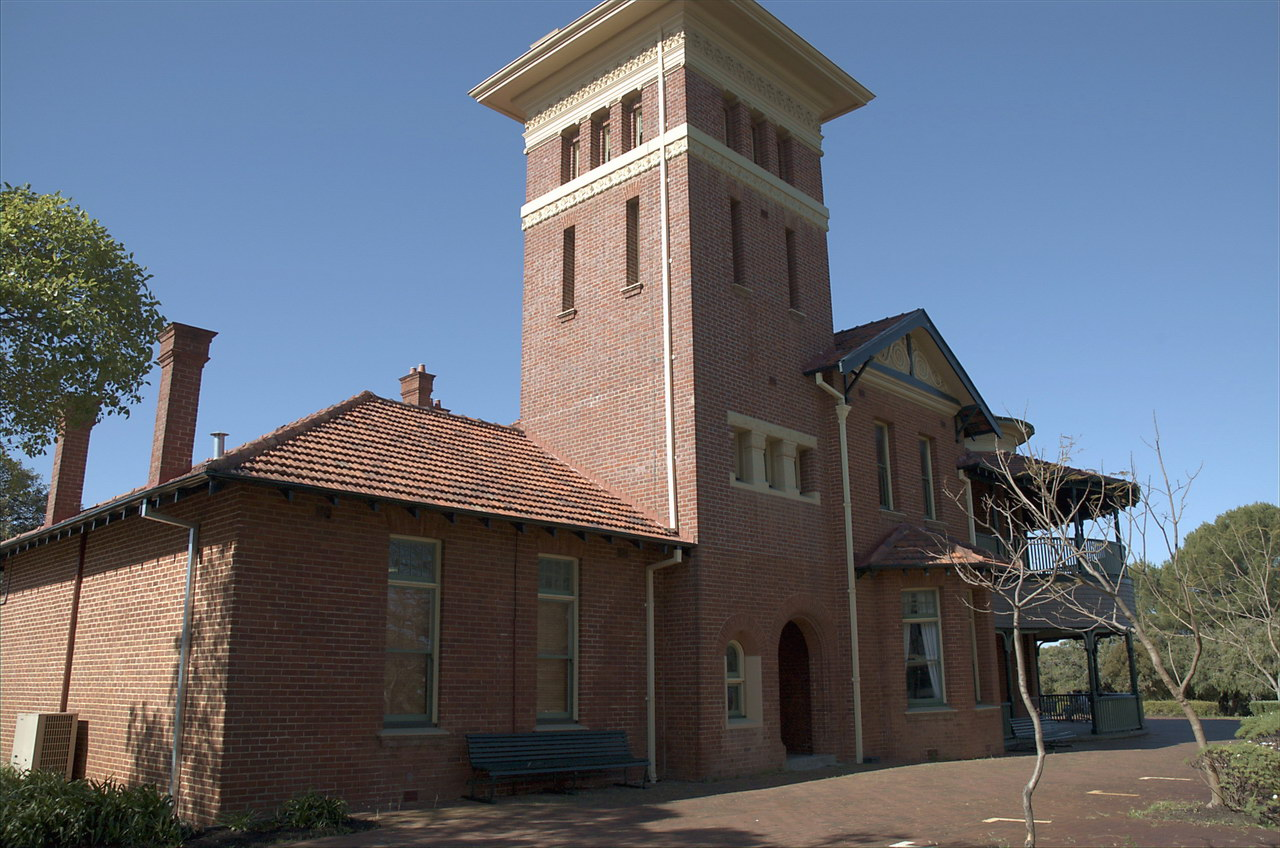
Đài thiên văn Perth cổ tại núi Eliza. Bây giờ nó là trụ sở của chi nhánh WA của Ủy thác Quốc gia.

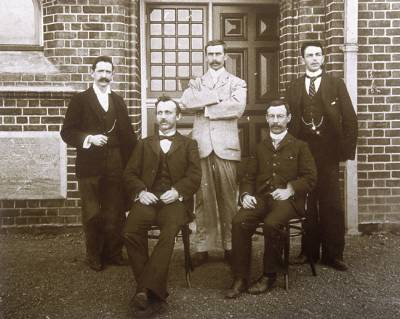
Nhân viên quan sát, c.1900. Nhà thiên văn học đầu tiên của Chính phủ Úc, W. Ernest Cooke ngồi bên trái. Người kế vị Harold Curlewis, đang đứng trong bộ đồ sáng màu.

### Đài thiên văn Perth đầu tiên
Đài thiên văn Perth ban đầu được xây dựng vào năm 1896 và được  John Forrest, thủ tướng đầu tiên của Tây Úc chính thức khai trương vào năm 1900. Đài quan sát được đặt tại Núi Eliza nhìn ra thành phố Perth. Vai trò chính của nó là giữ Giờ chuẩn cho Tây Úc và thu thập dữ liệu khí tượng.

### Các nhà thiên văn học của Chính phủWA

#### William Ernest Cooke
William Ernest Cooke được bổ nhiệm là Nhà thiên văn học Chính phủ Tây Úc đầu tiên vào năm 1896 sau một bài đăng tương tự tại Đài thiên văn Adelaide. Khi đến Perth, nhiệm vụ đầu tiên của anh là xác định vĩ độ và kinh độ chính xác của thuộc địa. Ông cũng có thể xác định thời gian trong ngày với độ chính xác cao hơn. Trước khi đồng hồ đến của anh ta có thể thay đổi đến nửa giờ. Thời gian được công bố mỗi ngày bằng một khẩu pháo vẫn còn hiện diện trên căn cứ. Thiết kế là của kiến trúc sư chính phủ, George Temple-Poole, và có sự kết hợp táo bạo của các phong cách.

## Vinh danh
Tiểu hành tinh Florian 3953 Perth được đặt tên để vinh danh đài thiên văn.